# Park Royal Ongpin
Le Park Royal Ongpin est un gratte-ciel résidentiel de 213 mètres en construction à Manille aux Philippines. Son achèvement est prévu pour 2019. 